# 구미 쌍암 고택
구미 쌍암 고택(龜尾雙岩古宅)은 대한민국 경상북도 구미시에 있는 조선시대 주택이다. 조선 영조 31년(1755년)에 건립되어 진사 최광익 선생이 살았던 것으로 전해진다. 안채·안대문채·사랑채로 이루어져 있으며, 대문채는 지정 후 원형과는 상당히 다른 형태로 개축하였다.
안채는 'ㄷ'자형으로 동쪽을 향하였고, '一'자형의 안대문채는 안채와 마주 향하여 전체적으로 트인 ㅁ자형 구조를 보인다. 안채의 중심은 6칸 크기의 대청으로, 이 지역 민가 형식으로는 매우 드문 규모이다. 대청의 오른쪽에는 찬방이 있고 그 아래쪽으로 큰 규모의 안방과 부엌이 연달아 있다. 안방을 안마당의 트인 곳과 접하게 함으로써 자연채광을 직접 받을 수 있게 하였다. 
안방의 맞은편 쪽으로 보이는 건넌방을 이 집에서는 '웃방'이라고 부르는데, 비교적 큰 규모이다. 이 방의 옆으로 마루와 방,부엌이 있는데 부엌은 안방 옆에 있는 부엌과 마주보는 대칭을 이루고 있다. 안방 문 앞과 건넌방 문 앞에는 긴 쪽마루를 설치하였다. 특이한 것은 대청 왼쪽 윗벽에 설치되어 있는 긴 시렁과 앞 기둥에 부착된 5단 탁자형의 시렁이다. 시렁은 세면도구와 간편한 소도구를 얹어두는 고정 탁자의 구실을 하는 매우 보기 드문 설비이다.
사랑채는 안대문채 바깥 마당의 한단 낮은 터에 따로 두었는데 사랑방이 안마당 구역에서 분리되어 따로 배치된 예는 드물다. 대청과 큰사랑방·골방·온돌방으로 구성되어 있으며, 대청의 뒷면 2칸은 한단 높은 마루로 꾸며 위계를 두었다. 이런 수법은 경북지방 양반집에서 많이 볼 수 있는 모습이다.
지방에서는 보기 드문 형태를 지닌 것으로 높은 품격을 보여주는 건물이다.
지정 당시 명칭은 '해평최상학씨가옥(海平崔相鶴氏家屋)'이었으나, 집 근처 2개의 큰바위가 있어 '쌍암고가' 또는 '쌍암 고택'으로 불린 것을 반영하여 ‘구미 쌍암 고택’으로 지정명칭을 변경(2007.1.29)하였다.